# Haarschwaige

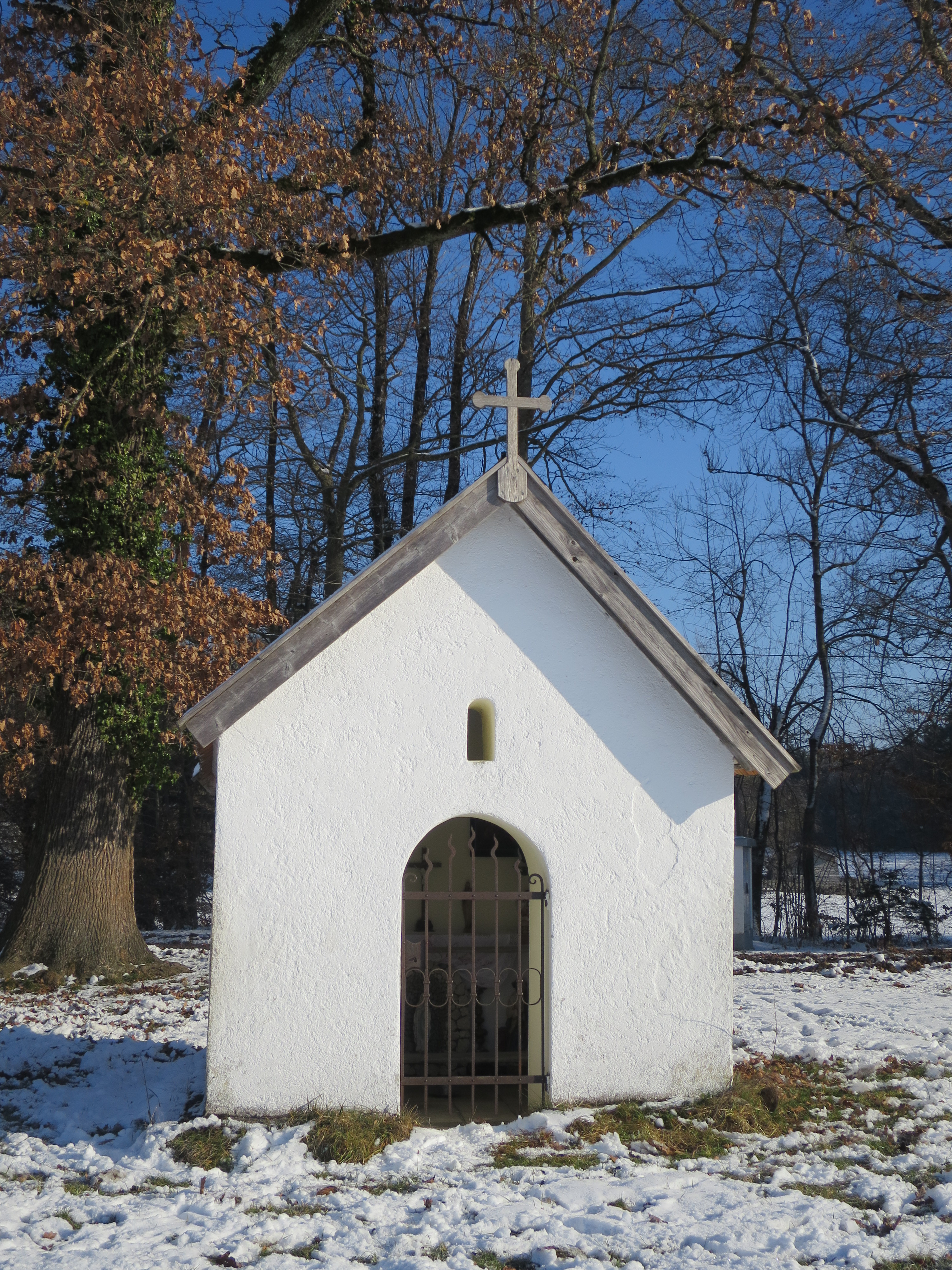
Kapelle Haarschwaige

Haarschwaige ist ein Ortsteil der Gemeinde Dietramszell in Oberbayern im Landkreis Bad Tölz-Wolfratshausen.

## Geografie
Der Weiler liegt in der Region Bayerisches Oberland in der voralpenländischen Moränenlandschaft etwa zehn Kilometer nordwestlich von Dietramszell und nur 500 Meter von der Isar entfernt.

## Einwohner
1871 wohnten im Ort zwölf Personen, bei der Volkszählung 1987 wurden 17 Einwohner registriert.

## Gebietsreform in Bayern
Das Dorf gehörte bis 30. Juni 1972 zur Gemeinde Ascholding und zu dem am gleichen Tag aufgelösten Landkreis Wolfratshausen. Am 1. Juli 1972 wurde Ascholding mit Haarschwaige im Zuge der Gebietsreform in Bayern in die Gemeinde Dietramszell eingegliedert und kam zum neuen Landkreis Bad Tölz-Wolfratshausen (Namensführung bis 30. April 1973: Landkreis Bad Tölz).

## Baudenkmäler
Unter Denkmalschutz steht die Weilerkapelle, ein tonnengewölbter kleiner Satteldachbau (18./19. Jahrhundert) 
Siehe: Eintrag in der Denkmalliste.